# Phạm Chấn
Phạm Chấn (? - ?) là một thổ hào ở Đông Triều, (Quảng Ninh). Sau Chiến tranh Đại Ngu–Minh Nhà Hồ bị đánh bại thì nhân dân ở nhiều nơi đã nổi dậy chống quân đô hộ. Phạm Chấn đã mộ binh nổi dậy ở Bình Than, Chí Linh, Hải Dương, tôn Trần Nguyệt Hồ làm minh chủ, tự gọi là quân Trung nghĩa, chống lại quân Minh. Được ít lâu, Trần Nguyệt Hồ bị bắt, cuộc nổi dậy tan rã.